# Carmen Brussig
Carmen Brussig (Leipzig, 20 de maio de 1977) é uma judoca alemã.

## Biografia

### Primeiros anos
Carmen nasceu em Leipzig e é deficiente visual, competindo em provas da classificação B2 [en]. Brussig tem uma irmã gémea idêntica, Ramona Brussig, também judoca e deficiente visual vencedora de uma medalha de ouro, que nasceu 15 minutos depois dela. Brussig formou-se como chef confeiteira até que as suas deficiências visuais a impediram de prosseguir essa carreira.

### Carreira
Realizou sua estreia em Jogos Paraolímpicos, nos jogos de 2008, realizado em Pequim na China.  A atleta conquistou a medalha de bronze no escalão de peso inferior a 48 kg. Perdeu nos quartos de final com a judoca russa Viktoriya Potapova [en], mas venceu a repescagem contra a cubana Maria Gonzalez para conquistar o bronze. Após quatro anos, nos nos Jogos Paralímpicos de 2012, realizado em Londres, Brussig conquistou o ouro ao derrotar Potapova nas quartas de final e a ucraniana Yuliya Halinska [en] na meia-final. Esta vitória colocou Brussig na final pela primeira vez, onde enfrentou e derrotou a chinesa Lee Kai-lin [en]. No Rio de Janeiro, nos Jogos Paralímpicos de 2016, venceu a semifinal contra Halinska, mas perdeu na final para a campeã mundial chinesa Li Liqing [en], conquistando a medalha de prata.
Carmen tem um carreira exitosa no judô para além dos Jogos Paralímpicos. Entre 2001 e 2014, ela venceu oito torneios internacionais, além de conquistar seis medalhas de prata e três de bronze. Brussig vive na Suíça e compete em torneios nacionais suíços, alcançando as três primeiras posições em oito ocasiões entre 2005 e 2014. No ano de 2015, venceu o campeonato mundial em sua categoria de peso pela terceira vez, repetindo os feitos já alcançados em 2006 e 2007.
Juntamente com sua irmã, Ramona Brussig, ganhou o ouro paraolímpico com 15 minutos de diferença uma da outra nos jogos de Londres de 2012, com Ramona a competir na categoria de peso inferior a 52.
Nos Jogos Paralímpicos de 2020, realizados em 2021, devido aos impactos da Pandemia de COVID-19, em Tóquio no Japão, Carmen participou de sua quarta edição de jogos.  Foi derrotada pela russa, Potapova que competiu pela bandeira de refugiados na primeira etapa. Na repescagem, foi novamente derrotada pela turca Ecem Taşın [en].
Em sua quinta participação, nos Jogos Paralímpicos de 2024, em Paris na França, disputou pela Suíça, onde fez uma luta, sendo derrotada pela chinesa Liqing.

## Principais conquistas
Estão entre as principais conquistas de Ramona:

### Jogos Paralímpicos
- 2008 – 3º lugar
- 2012 – 1º lugar
- 2016 – 2º lugar

### Campeonatos Mundiais
- 2006 – 1º lugar individual e por equipes
- 2007 – 1º lugar individual e por equipes
- 2010 – 3º lugar
- 2011 – 2º lugar
- 2014 – 2º lugar
- 2015 – 1º lugar

### Campeonatos Europeus
- 2007 – 1º lugar individual e por equipes
- 2009 – 3º lugar por equipes
- 2009 – 2º lugar
- 2011 – 3º lugar
- 2013 – 2º lugar
- 2015 – 2º lugar

### Campeonatos Alemães
- 2005 – 2º lugar
- 2006 – 1º lugar
- 2007 – 1º lugar
- 2008 – 1º lugar
- 2009 – 1º lugar
- 2010 – 1º lugar
- 2011 – 1º lugar
- 2012 – 2º lugar
- 2013 – 1º lugar
- 2014 – 1º lugar
- 2017 – 1º lugar

### Campeonatos Suíços
- 2005 – 1º lugar
- 2006 – 2º lugar
- 2007 – 3º lugar
- 2008 – 3º lugar
- 2009 – 2º lugar
- 2010 – 5º lugar
- 2012 – 2º lugar
- 2013 – 3º lugar
- 2014 – 3º lugar